# Yehuda Ashlag

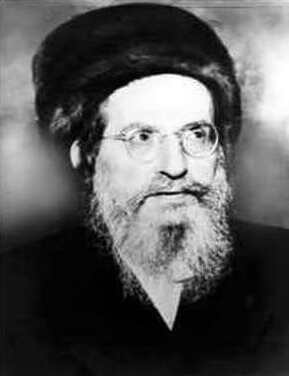
Rabbi Yehuda Ashlag

Yehuda Leib HaLevi Ashlag, (hebräisch רַבּי יְהוּדָה לֵיבּ הַלֵּוִי אַשְׁלַג; geboren am 24. September 1884 in Warschau; gestorben 1954 in Jerusalem) war ein orthodoxer Rabbi und Kabbalist. 
Ashlag interpretierte die Kabbala systematisch neu. Er ist der Autor des „Talmud Eser Sefirot“ (Kommentare zu den Schriften Isaak Lurias) und eines umfangreichen Kommentars zum Buch Zohar, dem Sulam-Kommentar (Stufen der Leiter). Deshalb wird Ashlag auch Baal HaSulam (בַּעַל הַסּוּלָם, „Meister der Leiter“) genannt.

## Leben
Ashlag begann Berichten zufolge mit dem Studium der Kabbala im Alter von sieben Jahren, nachdem ihm ein kabbalistisches Buch auf den Kopf gefallen war, als er im Bett lag. Sein Vater erklärte ihm, „dieses Buch sei für Engel geschrieben, und nicht für Menschen“. Ashlag las diese Schriften trotzdem und versteckte herausgerissene Seiten von Lurias „Baum des Lebens“ zwischen denen des Talmud, welchen er eigentlich studieren sollte. Mit neunzehn Jahren wurde er in Warschau zum Rabbiner ordiniert. In dieser Zeit studierte er auch Deutsch und las Originaltexte von Hegel, Marx, Nietzsche und Schopenhauer.
1918 traf Ashlag einen nicht näher identifizierten Geschäftsmann, der sich ihm als Kabbalist zeigte. Ashlag studierte mit ihm drei Monate lang jede Nacht, bis sich sein Stolz zwischen ihn und den Lehrer stellte, der daraufhin verschwand. Zwei Monate später traf er den sichtlich geschwächten Lehrer ein letztes Mal. Nachdem er ihm noch ein kabbalistisches Geheimnis enthüllt hatte, starb der Lehrer am nächsten Tag.
1921 zog Ashlag nach Eretz Israel, eine Reise, die mehrere Monate dauerte. Die ersten Jahre lebte er dort anonym und versorgte tagsüber seine Familie mit regulärer Arbeit und schrieb nachts seine Kommentare. Schließlich fanden seine Arbeiten Anerkennung und er wurde 1924 zum Rabbiner von Givat Shaul berufen, einer orthodoxen Gemeinde in Westen von Jerusalem.
Ashlag war befreundet mit Abraham Isaak Kook, dem Oberrabbiner des unter britischem Mandat stehenden Palästina. Ashlags Hoffnung, in Jerusalem Kabbalisten zu treffen, die mit seinen Ansichten zur Kabbala übereinstimmten, wurde jedoch enttäuscht. 1926 ging Ashlag nach London, wo er Panim Meirot Umasbirot („Leuchtendes und erklärendes Antlitz“), seinen Kommentar zu Lurias Baum des Lebens schrieb. 1928 kehrte er zurück nach Palästina. Begraben wurde er auf dem Har HaMenuchot.
Abgesehen von den von Ashlag selbst veröffentlichten Werken ist das Buch Shamati („Ich habe gehört“) ebenfalls ihm zuzuordnen. Dies sind direkte Niederschriften von Äußerungen Ashlags durch seinen Sohn und Nachfolger Baruch Ashlag (1907–1991).

## Schriften
- Lehrbuch der Kabbala. J. Kamphausen Verlag, Bielefeld 2011, ISBN 978-3-89901-418-1 (deutsch)
- Shamati – Ich hörte. J. Kamphausen Verlag, Bielefeld 2012, ISBN 978-3-89901-637-6 (deutsch)
- Sefer matan-Torah. Research Centre of Kabbalah, Jerusalem und New York 1982, ISBN 0-943688-30-2 (hebräisch)
- Ten Luminous Emanations. Kabbalah Learning Center, 1991, ISBN 0-943688-90-6 (englisch)
- Entrance to the Zohar. Kabbalah Learning Center, 1974, ISBN 0-943688-04-3 (englisch)
- An Entrance to the Tree of Life of Rabbi Isaac Luria. The Kabbalah Learning Centre, 1977, ISBN 0-943688-35-3 (englisch)